# 1-(2-piridilazo)-2-naftolo
L'1-(2-piridilazo)-2-naftolo (o PAN) è un indicatore.
A temperatura ambiente si presenta come un solido arancione quasi inodore.